# 20th Century Studios
20th Century Studios (cunoscut anterior ca 20th Century Fox și prescurtat adesea ca 20th Century) este un studio de film american deținut de Walt Disney Studios, o divizie a Disney Entertainment, la rândul ei o divizie a The Walt Disney Company. Sediul se află la Fox Studio Lot în zona Century City din Los Angeles. Walt Disney Studios Motion Pictures distribuie și comercializează filmele produse de studio în piețele cinematografice.
Pentru peste 80 de ani, 20th Century a fost unul dintre marile studiouri de film americane. A fost fondată pe 31 mai 1935 ca Twentieth Century-Fox Film Corporation prin fuziunea dintre Fox Film, fondată de William Fox în 1915, și Twentieth Century Pictures, fondată în 1933 de Darryl F. Zanuck și Joseph M. Schenck, și a fost unul dintre cei cinci mari originali din cele opt mari studiouri de film din era de aur a Hollywood. În 1985, studioul a scos cratima din numele său (devenind Twentieth Century Fox Film Corporation) după ce a fost cumpărat de compania lui Rupert Murdoch News Corporation, care a fost reorganizată ca 21st Century Fox în 2013 după ce și-a desprins companiile de editură. Disney a cumpărat majoritatea companiilor 21st Century Fox, inclusiv 20th Century Fox, pe 20 martie 2019. Studioul a adoptat numele său prezent ca o denumire comercială pe 17 ianuarie 2020 ca să evite confuzie cu Fox Corporation, și ca rezultat a început să îl folosească pentru drepturile de autor ale producțiilor 20th Century și Searchlight Pictures din 4 decembrie.
Seriile de filme cu cel mai mare succes comercial de la 20th Century Studios includ primele șase filme Războiul stelelor, X-Men, Epoca de gheață, Avatar și Planeta maimuțelor. În plus, librăria studioului include mai multe filme individuale precum Titanic și Sunetul muzicii, ambele câștigătoare ale Premiului Oscar pentru cel mai bun film și au devenit printre filmele cu cele mai mari încasări din toate timpurile în timpul lansărilor lor inițiale.

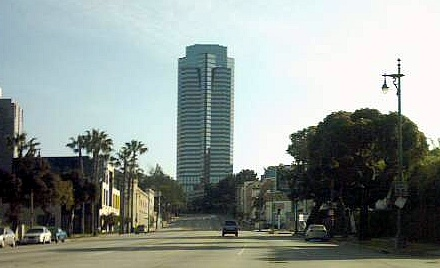
Centrul Fox Plaza în Century City, terminat în 1987

## 20th Century Pictures
Twentieth Century Pictures a fost o companie de producție independentă de la Hollywood,  creată în 1932 de Joseph Schenck, fostul președinte al United Artists, Darryl F. Zanuck de la Warner Brothers, William Goetz de la Fox Films și Raymond Griffith.

## Fox Film Corporation
Studioul Fox Film Corporation a fost creat în 1915 de către William Fox, fondatorul Fox Film Corporation,  prin fuziunea a două companii formate în 1913: Greater New York Film Rental, o firmă de distribuție, care făcea parte din Independents; și Fox (sau Box, în funcție de sursă) Office Attractions Company, o companie de producție.